# Mike Kazaleh
Mike Kazaleh är en amerikansk animatör och serietecknare. Han har bland annat producerat  Ren & Stimpy och Teenage Mutant Ninja Turtles. Han är verksam både inom undergroundserievärlden som inom den mer etablerade seriekulturen och han har jobbat med bland andra Archie Comics, Marvel och Fantagraphics.